# محمد بن أبي القاسم السجلماسي
محمد بن أبي القاسم بن محمد بن عبد الجليل، أبو زيد السجلماسي الفيلالي البوجعدي العيشاوي هو فقيه وكاتب مغربي على المذهب المالكي. يُعرف لكتابه «فتح الجليل الصمد في شرح التكميل والمعتمد» المعروف باسم «شرح العمل المطلق». وقد أنهى هذا الكتاب سنة 1782م. ويُقال أنّه توفي نتيجة طاعون وذلك في أبي الجعد سنة 1214هـ الموافقة 1800م.